# Villarroya de la Sierra
Villarroya de la Sierra – gmina w Hiszpanii, w prowincji Saragossa, w Aragonii, o powierzchni 91,6 km². W 2011 roku gmina liczyła 553 mieszkańców.